# Naissance en 1967
Naissance
- 1963
- 1964
- 1965
- 1966
- 1967
- 1968
- 1969
- 1970
- 1971

Les naissances en 1967 concernent les personnalités nées entre le 1er janvier et le 31 décembre 1967.

## Janvier
- 1er janvier :
  - Vittoria Bogo Deledda, femme politique italienne († 17 mars 2020).
  - Marc Bourgne, dessinateur et scénariste.
  - Moses Hamungole, évêque catholique zambien († 13 janvier 2021).
  - Richard Leaf, acteur britannique.
  - Maïga Aziza Mint Mohamed, femme politique malienne.
  - Derrick Thomas, joueur de football américain († 8 février 2000).
- 2 janvier : 
  - Basile Boli, footballeur français.
  - Tia Carrere, actrice, chanteuse, mannequin et productrice américaine.
- 5 janvier : Markus Söder, homme politique allemand.
- 7 janvier : Ewa Wasilewska, patineuse de vitesse polonaise.
- 8 janvier :
  - Małgorzata Foremniak, actrice polonaise.
  - R. Kelly, chanteur américain.
  - Jean-Yves Sarazin, conservateur et historien français († 4 septembre 2016).
- 9 janvier : Steven Harwell, chanteur et musicien américain († 4 septembre 2023).
- 11 janvier : Aygun Samedzade, compositrice azerbaïdjanaise.
- 13 janvier: 
  - Annie Jones (en), actrice australienne.
  - Viktor Bout, trafiquant d'armes russe.
- 14 janvier : Elma Muros, athlète philippine.
- 17 janvier : Song Kang-ho, acteur sud-coréenne.
- 20 janvier : Kellyanne Conway, femme politique et conseillère en communication américaine.
- 22 janvier : Valérie Oka, artiste ivoirien († 8 avril 2023).
- 23 janvier : 
  - Mohammed Daud Miraki, homme politique afghan.
  - Naim Süleymanoğlu, haltérophile turc († 17 novembre 2017).
- 24 janvier : Phil LaMarr, acteur et scénariste américain.
- 25 janvier : David Ginola, footballeur, mannequin et acteur français.
- 26 janvier : 
  - Jean-Paul Rouve, acteur français.
  - Nathi Mthethwa, homme politique sud-africain.
- 28 janvier : MC Jean Gab'1, acteur, rappeur, écrivain et présentateur télé français d'origine camerounaise.

## Février
- 1er février : Ulises-Miguel Eyherabide, chanteur, musicien, compositeur, infographiste et architecte argentin (29 juillet 2022).
- 2 février : 
  - Fatih Portakal, présentateur de télévision et journaliste turc.
  - Mothetjoa Metsing, homme d'État lésothien.
- 3 février : Corinne Erhel, femme politique française († 5 mai 2017).
- 6 février : Izumi Sakai, chanteuse japonaise membre du groupe ZARD († 27 mai 2007).
- 10 février : Laura Dern, actrice et productrice américaine.
- 12 février : Magdalena Ujma, critique d'art polonaise.
- 14 février : Mark Rutte, homme d'État néerlandais. Premier ministre des Pays-Bas depuis 2010.
- 18 février : Roberto Baggio, footballeur italien.
- 19 février : Benicio del Toro, acteur, réalisateur et producteur de cinéma américano-espagnol.
- 20 février : Kurt Cobain, chanteur et leader du groupe Nirvana († 5 avril 1994).
- 22 février : Zinat Pirzadeh, romancière suédoise d'origine iranienne.
- 26 février : Serge Chamchinov, artiste plasticien français.
- 28 février : Déspina Chatzivasilíou-Tsovíli, femme politique grecque.

## Mars
- 1er mars : Agnès Vahramian, journaliste française.
- 3 mars : Hans Teeuwen, humoriste, acteur et chanteur néerlandais.
- 8 mars : Aslı Erdoğan, écrivaine turque.
- 11 mars : John Barrowman, acteur britannique.
- 12 mars : Janvier Dénagan, chanteur, percussionniste et compositeur allemand d'origine béninoise († 22 novembre 2021).
- 13 mars :
  - Pascal Elbé, acteur français.
  - Colleen Rosensteel, judokate américaine.
- 14 mars : 
  - Edward Fincke, astronaute américain.
  - Philippe Poutou, homme politique français.
- 15 mars : Naoko Takeuchi, mangaka japonaise et créatrice de Sailor Moon.
- 17 mars : Nathalie Marquay, comédienne française, Miss France 1987.
- 18 mars :
  - Stefan Lindqvist, footballeur suédois († 1er mars 2020).
  - Olivier Minne, animateur de télévision franco-belge.
- 23 mars : 
  - Mario Cipollini, coureur cycliste italien.
  - Chantal Magalie Mbazoo Kassa, poétesse et romancière gabonaise.
- 25 mars : Greg Parks, joueur de hockey sur glace canadien († 16 juin 2015).
- 27 mars : Cathy Guetta, ex-femme de David Guetta, femme d'affaires française.
- 29 mars :
  - Nathalie Cardone, chanteuse française.
  - Michel Hazanavicius, réalisateur, scénariste, producteur, monteur et acteur français.
  - André Bouchet, chanteur et animateur français, connue pour le rôle de passe-partout dans l'émission Fort Boyard.

## Avril
- 2 avril : Busaba Athisthan, chanteuse thaïlandaise († 18 septembre 2001).
- 4 avril : Frédéric Lopez, animateur et producteur de télévision et animateur de radio français.
- 8 avril : Kazunari Tanaka, seiyū japonais († 10 octobre 2016).
- 10 avril : 
  - Alexandre Bès, footballeur franco-camerounais († 31 mai 1997).
  - Marty Walsh, homme politique américain.
- 11 avril : Bruno Roblès, animateur télé et animateur radio français.
- 14 avril : Javier Valdez Cárdenas, journaliste mexicain († 15 mai 2017).
- 19 avril : Philippe Saint-André, rugbyman puis entraîneur français.
- 20 avril : Mike Portnoy, batteur du groupe de metal progressif Dream Theater.
- 21 avril : Anselme Enerunga, homme politique congolais († 25 janvier 2023).
- 22 avril : 
  - David J. C. MacKay, professeur de philosophie naturelle britannique et conseiller scientifique en chef du Département de l'Énergie et du Changement climatique britannique († 14 avril 2016).
  - Cécile Nowak, judoka française.
- 26 avril : Glen Jacobs, catcheur américain.
- 27 avril : Willem-Alexander roi des Pays-Bas.
- 28 avril : Kari Wuhrer, actrice américaine.

## Mai
- 3 mai : Catherine Marchal, actrice française.
- 11 mai : Anaïs Jeanneret, actrice et écrivaine française.
- 13 mai : Chuck Schuldiner, guitariste et chanteur du groupe Death († 13 décembre 2001).
- 15 mai :
  - Andrea Jürgens, chanteuse allemande († 20 juillet 2017).
  - Orlando Zapata, activiste et prisonnier politique cubain († 23 février 2010).
- 17 mai : Mohamed Nasheed, Ancien Président de la République des Maldives.
- 18 mai :
  - Christophe Fiatte, footballeur français († 23 décembre 2015).
  - Hanna Lypkivska, théâtrologue ukrainienne († 24 mars 2021).
- 22 mai : Christophe Gagliano, judoka français.
- 24 mai : 
  - Bruno Putzulu, acteur et chanteur français.
  - Eric Close, acteur américain.
  - Joost Buitenweg, acteur, producteur et réalisateur néerlandais.
- 25 mai : Luc Nilis, footballeur belge.
- 29 mai :
  - Noel Gallagher, guitariste et auteur-compositeur du groupe Oasis.
  - Heidi Mohr, footballeuse allemande († 7 février 2019).
- 30 mai : Chef Moha, chef cuisinier marocain.
- 31 mai : Sandrine Bonnaire, actrice, réalisatrice et scénariste française.

## Juin
- 3 juin : Anderson Cooper, journaliste et animateur de télévision américaine sur CNN.
- 5 juin : Christophe Delay, journaliste français.
- 6 juin :
  - Laurence Leblanc, photographe française.
  - Max Casella, acteur et producteur de cinéma américain.
  - Paul Giamatti, acteur américain.
- 7 juin : Cristina-Adela Foișor, joueuse d'échecs roumaine († 22 janvier 2017).
- 12 juin : Denis Brogniart, journaliste sportif et animateur de télévision français.
- 13 juin : Luca de Meo, directeur général du constructeur automobile français Renault.
- 20 juin : 
  - Nicole Kidman, actrice australienne.
  - Angela Melillo, danseuse et actrice italienne.
- 24 juin : Richard Zven Kruspe, guitariste allemand du groupe Rammstein.
- 25 juin : François Lambert, entrepreneur canadien.
- 26 juin :
  - Olivier Dahan, réalisateur et scénariste français.
  - Benoît Hamon, homme politique français.

## Juillet
- 1er juillet : Pamela Anderson, actrice et mannequin américano-canadienne et colombienne.
- 3 juillet : Arnaud Giovaninetti, acteur français († 24 janvier 2018).
- 6 juillet : Heather Nova, auteur-compositeur-interprète américaine.
- 8 juillet : Stéphane Belmondo, musicien de jazz français.
- 10 juillet : Rebekah Del Rio, musicienne américaine († 23 juin 2025).
- 12 juillet :
  - John Petrucci, guitariste du groupe de metal progressif Dream Theater.
  - Adam Johnson, écrivain américain.
- 13 juillet :
  - Benny Benassi, disc-jockey et producteur italien.
  - Brigitte Cantaloube, femme d'affaires française.
  - Alan Dargin, musicien aborigène australien († 24 février 2008).
  - Jerry Tardieu, homme d'affaires et député haïtien.
- 14 juillet : Valérie Pécresse, femme politique française.
- 16 juillet :
  - Luca Coscioni, économiste et homme politique italien († 20 février 2006).
  - Will Ferrell, acteur, humoriste, scénariste et producteur américain.
  - Christophe Rocancourt, escroc français.
- 18 juillet : 
  - Vin Diesel, acteur, scénariste et producteur américain.
  - Rupert Mitford, pair héréditaire et homme politique britannique.
- 19 juillet :
  - Carles Busquets, footballeur espagnol.
  - François André, homme politique français († 11 février 2020).
- 20 juillet : Indra, chanteuse suédoise.
- 25 juillet : 
  - Matt LeBlanc, acteur américain.
  - Mats Olle Göran Söderlund dit Günther, chanteur et mannequin suédois.
  - Margarita Zavala, personnalité politique mexicaine, épouse de Felipe Calderón.
- 26 juillet : Jason Statham, acteur britannique.
- 27 juillet : Yannick Jadot, homme politique français (Europe Écologie les Verts).
- 29 juillet : José Luis Bote, matador espagnol.
- 31 juillet : Elizabeth Wurtzel, écrivaine américaine († 7 janvier 2020).

## Août
- 3 août : Mathieu Kassovitz, acteur, producteur, réalisateur et scénariste français.
- 5 août : Patrick Baumann, dirigeant sportif suisse, secrétaire général de la Fédération internationale de basket-ball et membre du Comité international olympique († 14 octobre 2018).
- 8 août : Pierluigi Cappello, poète italien († 1er octobre 2017).
- 13 août : Byron Mann, acteur sino-américain.
- 18 août : Daler Mehndi, chanteur pop bhangra indien.
- 21 août :
  - Serj Tankian, chanteur du groupe System of a Down.
  - Stéphane Charbonnier dit Charb, journaliste et dessinateur satirique français († 7 janvier 2015).
- 27 août : Celine Fariala Mangaza, militante pour les droits des personnes handicapées congolaise († 28 mai 2020).
- 28 août :
  - Stéphanie Janicot, écrivain français.
  - Angela Ianaro, femme politique italienne.
- 29 août : 
  - Jiří Růžek, photographe tchèque.
  - Neil Gorsuch, juge à la Cour suprême des États-Unis depuis 2017.

## Septembre
- 1er septembre : Gari Greu, chanteur français.
- 3 septembre : 
  - Drena De Niro, actrice américaine.
  - Hubert Fournier, joueur et entraîneur de football français.
- 6 septembre : Tarcisio Catanese, footballeur italien († 2 mars 2017).
- 11 septembre : Harry Connick Jr., acteur, producteur, compositeur, chanteur et pianiste américain.
- 13 septembre : Michael Johnson, athlète américain.
- 15 septembre : Ady Jean Gardy
- 18 septembre : Philippe Thirault, écrivain français.
- 20 septembre : Hossein Shahabi, réalisateur, producteur, scénariste et compositeur de musique de film iranien († 22 janvier 2023).
- 21 septembre : 
  - Stéphane Rotenberg, animateur TV français.
  - Suman Pokhrel, poète népalais.
- 22 septembre :
  - Hannes Arch, pilote de voltige autrichien († 8 septembre 2016).
  - Jean Revillard, photojournaliste et photographe documentaire suisse († 4 janvier 2019).
- 23 septembre : Jenna Stern, actrice américaine.
- 24 septembre : Maurizio De Jorio, musicien d'Eurobeat italien.
- 25 septembre : Nnamdi Kanu, activiste nigérian.
- 26 septembre : Shannon Hoon, chanteur américain du groupe Blind Melon († 21 octobre 1995).
- 28 septembre : 
  - Mira Sorvino, actrice américaine.
  - Moon Unit Zappa, chanteuse, compositrice, actrice et écrivaine américaine.
- 30 septembre : Yuriy Korovyansky, joueur de volley-ball soviétique puis ukrainien († 8 mars 2017).

## Octobre
- 3 octobre :
  - Ériq Ebouaney, acteur français d'origine camerounaise.
  - Rob Liefeld, auteur et éditeur de comics américain.
  - Marc Vermette, joueur de hockey sur glace professionnel canadien.
  - Maura Viceconte, athlète italienne spécialiste du marathon († 10 février 2019).
  - Denis Villeneuve, réalisateur et scénariste québécois.
- 4 octobre : Liev Schreiber, acteur, réalisateur et scénariste américain.
- 5 octobre : Guy Pearce, acteur et musicien australien.
- 6 octobre :
  - Kennet Andersson, footballeur suédois.
  - Sergi López Segú, footballeur espagnol († 4 novembre 2006).
- 7 octobre : 
  - Toni Braxton, chanteuse américaine.
  - Marcos Sánchez Mejías, matador espagnol.
- 8 octobre : Teddy Riley, chanteur, auteur-compositeur et producteur de new jack swing, RnB et hip-hop américain.
- 9 octobre :
  - Maurice Banach, footballeur allemand d'origine américaine († 17 novembre 1991).
  - Eddie Guerrero, catcheur mexicano-américain († 13 novembre 2005).
- 10 octobre :
  - Eduardo Laborde, joueur de rugby argentin († 4 février 2015).
  - Jonathan Littell, écrivain français.
  - Gavin Newsom, homme politique américain, membre du Parti démocrate et gouverneur de Californie depuis le 7 janvier 2019.
  - Ibrahima Aya, écrivain malien.
- 12 octobre : Tonton David, chanteur de reggae français originaire de l'île de la réunion († 16 février 2021).
- 14 octobre : 
  - Alain Roche, footballeur puis directeur sportif français.
  - Gérald de Palmas, chanteur français.
  - Savanna Samson, ancienne actrice pornographique américaine.
- 15 octobre :  Manuel Marlasca, journaliste espagnol.
- 17 octobre : Nathalie Tauziat, joueuse de tennis française.
- 18 octobre : Frances "Franco" Stevens, éditrice américaine.
- 19 octobre : 
  - Yoko Shimomura, compositrice japonaise.
  - Judith Suminwa Tuluka, femme politique congolaise et première ministre (RDC).
- 24 octobre : Thierry Adam, journaliste sportif français.
- 26 octobre : Joël Cantona, footballeur puis acteur français.
- 27 octobre :
  - JoeyStarr, rappeur français.
  - Scott Weiland, chanteur américain († 3 décembre 2015).
- 28 octobre : 
  - Julia Roberts, actrice américaine.
  - John Romero, game designer américain.
- 31 octobre :
  - Vanilla Ice, rappeur, acteur et animateur de télévision américain.
  - Adam Schlesinger, auteur-compositeur et producteur américain († 1er avril 2020).

## Novembre
- 1er novembre : 
  - Tina Arena, chanteuse australienne francophone.
  - Tim Hudak, chef du Parti progressiste-conservateur de l'Ontario.
- 2 novembre : 
  - Rachid Belaziz, lutteur marocain.
  - Derek Porter, rameur d'aviron canadien.
  - Ferial Salhi, escrimeuse algérienne.
  - Ryszard Sobczak, escrimeur polonais.
  - Diego Bertie, acteur et chanteur péruvien († 5 août 2022).
- 3 novembre :
  - Jerónimo Neto, entraîneur de handball angolais († 15 janvier 2019).
  - Steven Wilson, auteur-compositeur-interprète britannique.
- 4 novembre : Mino Raiola, agent de footballeur († 30 avril 2022).
- 5 novembre :
  - Marcelo D2, rappeur brésilien.
  - Judy Reyes, actrice américaine.
- 6 novembre :
  - Emmanuelle Bercot, actrice, réalisatrice et scénariste française.
  - Shūzō Matsuoka, tennisman japonais.
  - Grigore Obreja, céiste roumain († 29 mai 2016).
- 7 novembre : David Guetta, disc jockey, remixeur, et producteur musical français.
- 10 novembre : Boris Jardel, guitariste du groupe Indochine depuis 1998. À joué aussi pour d'autres artistes.
- 11 novembre : 
  - Ken Block, pilote de rallye américain. Connu entre autres pour ses vidéos de Gymkhana († 2 janvier 2023).
  - Gille de Ferran, pilote automobile franco-brésilien († 29 décembre 2023).
- 13 novembre : Frédéric Charillon, universitaire français.
- 15 novembre : Severin Kezeu, inventeur camerounais.
- 17 novembre : 
  - Alexandre Delpérier, journaliste sportif, animateur de télévision et de radio français.
  - Estela Rodríguez, judokate cubaine († 10 avril 2022).
- 18 novembre : Bruce Westerman, personnalité politique américain.
- 20 novembre : Robert Ken Woo Jr., le « 200 millionième Américain ».
- 22 novembre : Boris Becker, joueur de tennis allemand.
- 23 novembre : 
  - Christophe Cocard, footballeur français.
  - Salli Richardson-Whitfield, actrice américaine.
- 26 novembre : Jean-Claude Durand footballeur français († 18 février 2006).
- 27 novembre : Virgilio do Carmo da Silva, cardinal timorais, archevêque de Dili.
- 28 novembre : Anna Nicole Smith, strip-teaseuse, actrice, et chanteuse américaine († 8 février 2007).

## Décembre
- 1er décembre
  - Konstantin Kozeyev, cosmonaute russe.
  - Terry Virts, astronaute américain.
- 5 décembre : Ahmed Hussein-Suale, journaliste ghanéen († 16 janvier 2019).
- 6 décembre : Judd Apatow, réalisateur et scénariste américain.
- 9 décembre :
  - Joshua Bell, violoniste américain.
  - Mario Campanino, musicologue et écrivain italien.
  - Ernst Ogris, footballeur autrichien († 29 mars 2017).
- 12 décembre : Yuzo Koshiro, musicien japonais.
- 13 décembre :
  - Jamie Foxx, acteur américain.
  - Tom Schacht, acteur, mannequin et chanteur suédois.
- 15 décembre : Philippe Chappuis dit Zep, auteur de bande dessinée suisse.
- 16 décembre : Miranda Otto, actrice australienne.
- 17 décembre : Gigi d'Agostino, musicien et disc jockey italien.
- 18 décembre : Dmitriy Bagryanov, athlète russe, spécialiste du saut en longueur († 4 février 2015).
- 21 décembre : 
  - Alexandra François-Cuxac, entrepreneuse française.
  - Harley Saito, lutteuse japonaise († 15 décembre 2016).
- 22 décembre : Richey Edwards, musicien gallois.
- 23 décembre : Carla Bruni-Tedeschi, mannequin, top-model, auteur-compositeur-interprète française.
- 24 décembre : Fabrice Bureau, chercheur et professeur belge à la Faculté de médecine vétérinaire de l’Université de Liège.
- 25 décembre :
  - Carole Rousseau, animatrice de télévision française.
  - Oleg Tinkov, homme d'affaires et milliardaire russe.
- 27 décembre : Mitzi Martin, actrice américaine.
- 29 décembre : Laurent Gerra, humoriste, comédien et scénariste français.
- 30 décembre : Carl Ouellet, catcheur (lutteur professionnel) canadien.

## Date précise inconnue
- Saman Arastoo, acteur et réalisateur iranien.
- Aya Ben Ron, artiste multidisciplinaire israélienne.
- Vincent Breynaert, prêtre catholique français, responsable de la pastorale des jeunes et de la pastorale des vocations à la Conférence des évêques de France.
- Oumou Armand Diarra, écrivaine malienne.
- Susanna Dinnage, femme d'affaires britannique.
- Francesca Genna, graveuse italienne.
- Koyo Kouoh, conservatrice de musée, et productrice suisso-camerounaise († 10 mai 2025).
- Leslye Obiora, femme politique nigériane.
- Issiaka Ouattara, colonel-major ivoirien († 5 janvier 2020).
- Park Hyeon-wook, écrivain sud-coréen.
- Margot Vanderstraeten, écrivaine belge.
- Mohamed Zouari, ingénieur tunisien, cadre des Brigades Izz al-Din al-Qassam, branche armée du Hamas († 15 décembre 2016).

## Sans date précise
- Mónica Astorga Cremona, est une religieuse carmélite déchaussée et mère supérieure du couvent carmélite Santa Cruz y San José de Neuquén.